# Fernando León de Aranoa
Fernando León de Aranoa (Madrid, 26 de mayo de 1968) es un director de cine y guionista español.

## Biografía
Fernando León de Aranoa nació en Madrid en mayo de 1968. Estudió en el Colegio San Agustín de Madrid y es licenciado en Ciencias de la Imagen por la Universidad Complutense de Madrid. 
Comenzó trabajando como guionista en series de televisión como Turno de oficio, en programas como el Un, dos, tres... responda otra vez y escribiendo para humoristas como Martes y Trece.
Su debut tras la cámara se produjo en 1994 con el cortometraje Sirenas, que fue premiado en varios festivales nacionales.
Su primer largometraje fue Familia (1996), cuyo guion también escribió, como es habitual. En reconocimiento por esta película le fue otorgado el Premio Goya a la mejor dirección novel, así como el Premio FIPRESCI y el Premio del Público de la SEMINCI de Valladolid. La obra ha sido con posterioridad adaptada a la escena teatral y representada en varios países. 
En 1998 escribió y dirigió Barrio, retrato de la vida de tres jóvenes adolescentes en un barrio marginal. Gracias a este trabajo obtuvo los Premios Goya a la mejor dirección y al mejor guion original. La película fue presentada en la sección oficial del Festival de San Sebastián donde obtuvo la Concha de Plata al mejor director y recibió otros importantes premios como el Premio Fipresci, el Fotogramas de plata a la mejor película española, el Premio José María Forqué, el Sant Jordi y el Turia, entre otros. 
En 2002 dirigió Los lunes al sol, película protagonizada por Javier Bardem, que se convirtió en la gran triunfadora de ese año en los Premios Goya al conseguir cinco galardones, incluyendo Mejor película y Mejor dirección. La película también triunfó en el Festival de Cine de San Sebastián al lograr la Concha de Oro a la mejor película. La Academia de las Artes y las Ciencias Cinematográficas de España la seleccionó para representar a España en los Óscar en la categoría de mejor película en lengua no inglesa, aunque no logró ser una de las cinco nominadas.
Princesas (2005) fue su cuarta película como director y guionista y su debut como productor tras crear su propia productora, «Reposado». Princesas fue vista por más de un millón de espectadores, recibió tres Premios Goya de la Academia española de Cine —a sus dos actrices protagonistas y a la mejor canción original compuesta por Manu Chao— así como el Premio Ondas al acontecimiento cinematográfico del año y el premio Protagonistas a la mejor película. Participó también en la sección oficial del Festival de cine independiente de Sundance. 
En 2021 dirigió la película El buen patrón, que una vez más, se convirtió en la gran triunfadora de ese año en los Premios Goya, al conseguir seis estatuillas, incluyendo Mejor dirección, Mejor guion original y Mejor película, siendo este su segundo galardón en esta categoría.
Como documentalista ha dirigido en México Caminantes (2001), premiado en los festivales de La Habana, Los Ángeles, Nueva York y Alcalá de Henares, y en 2007 tomó parte en el documental Invisibles dirigiendo el capítulo titulado Buenas noches, Ouma. Este documental contó también con la participación de otros directores como Mariano Barroso, Isabel Coixet, Wim Wenders y Javier Corcuera, y fue galardonado con el Goya al mejor documental. En el campo de los documentales escribió en 1997 el guion de La espalda del mundo y colaboró en la dirección de Izbieglize en 1994.
Su labor como guionista no solo se ha centrado en sus propias películas, sino que ha escrito guiones como los de Fausto 5.0, Imsomnio y Corazón loco.
Ha publicado varios relatos y narraciones breves, habiendo recibido por ellos el Premio Antonio Machado en dos ocasiones. Ha trabajado también como dibujante e ilustrador.

## Filmografía

### Largometrajes
| Año  | Película          |
| ---- | ----------------- |
| 1996 | Familia           |
| 1998 | Barrio            |
| 2002 | Los lunes al sol  |
| 2005 | Princesas         |
| 2010 | Amador            |
| 2015 | Un día perfecto   |
| 2017 | Loving Pablo      |
| 2021 | El buen patrón    |
| 2022 | Sintiéndolo mucho |

### Otros proyectos
| Año  | Documental/Cortometraje                              |
| ---- | ---------------------------------------------------- |
| 1994 | Sirenas (cortometraje)                               |
| 1998 | Primarias (documental)                               |
| 2001 | Caminantes (documental)                              |
| 2007 | Invisibles (documental, capítulo Buenas noches Ouma) |
| 2016 | Política, manual de instrucciones (documental)       |

## Premios
Premios Goya
| Año  | Categoría             | Película         | Resultado |
| ---- | --------------------- | ---------------- | --------- |
| 1997 | Mejor dirección novel | Familia          | Ganador   |
| 1997 | Mejor guion original  | Familia          | Candidato |
| 1999 | Mejor guion original  | Barrio           | Ganador   |
| 1999 | Mejor director        | Barrio           | Ganador   |
| 2003 | Mejor director        | Los lunes al sol | Ganador   |
| 2003 | Mejor guion original  | Los lunes al sol | Candidato |
| 2005 | Mejor película        | Princesas        | Candidato |
| 2005 | Mejor guion original  | Princesas        | Candidato |
| 2007 | Mejor documental      | Invisibles       | Ganador   |
| 2015 | Mejor director        | Un día perfecto  | Candidato |
| 2015 | Mejor guion adaptado  | Un día perfecto  | Ganador   |
| 2022 | Mejor director        | El buen patrón   | Ganador   |
| 2022 | Mejor guion original  | El buen patrón   | Ganador   |

Festival Internacional de Cine de San Sebastián
| Año  | Categoría                         | Película         | Resultado |
| ---- | --------------------------------- | ---------------- | --------- |
| 1998 | Concha de Plata al mejor Director | Barrio           | Ganador   |
| 1998 | Premio del CEC                    | Barrio           | Ganador   |
| 2002 | Concha de oro                     | Los lunes al sol | Ganador   |
| 2002 | Premio FIPRESCI                   | Los lunes al sol | Ganador   |
| 2002 | Premio SIGNIS                     | Los lunes al sol | Ganador   |

Semana Internacional de Cine de Valladolid
| Año  | Categoría      | Película | Resultado |
| ---- | -------------- | -------- | --------- |
| 1997 | Mejor director | Familia  | Ganador   |

Premios Ondas
| Año  | Categoría      | Película         | Resultado |
| ---- | -------------- | ---------------- | --------- |
| 2002 | Mejor película | Los lunes al sol | Ganadora  |

Medallas del Círculo de Escritores Cinematográficos
| Año  | Categoría            | Película         | Resultado |
| ---- | -------------------- | ---------------- | --------- |
| 1997 | Premio revelación    | Familia          | Ganador   |
| 1998 | Mejor director       | Barrio           | Ganador   |
| 2002 | Mejor director       | Los lunes al sol | Ganador   |
| 2002 | Mejor guion original | Los lunes al sol | Ganador   |
| 2005 | Mejor director       | Princesas        | Nominado  |
| 2005 | Mejor guion original | Princesas        | Nominado  |
| 2021 | Mejor director       | El buen patrón   | Nominado  |
| 2021 | Mejor guion original | El buen patrón   | Nominado  |

Myfest
| Año  | Categoría      | Película | Resultado |
| ---- | -------------- | -------- | --------- |
| 1997 | Mejor película | Familia  | Ganadora  |

Festival de Cine de Sundance
| Año  | Categoría      | Película  | Resultado |
| ---- | -------------- | --------- | --------- |
| 2005 | Mejor película | Princesas | Candidata |

Festival de cine Hispánico de Miami
| Año  | Categoría                   | Película | Resultado |
| ---- | --------------------------- | -------- | --------- |
| 1997 | Golden Egret Mejor película | Familia  | Candidata |

- Premio Platino como mejor director iberoamericano por El buen patrón (2022)